# Antonio Rodio
 Antonio Rodio (Crispiano provincia de Tarento, Italia 25 de enero de 1904 – Viña del Mar, Chile, 1 de junio de 1980 fue un músico, violinista, arreglista, compositor y director de orquesta dedicado al género del tango.

## Vida personal
Era uno de los siete hijos del matrimonio de Roque Rodio y Francesca Pumarola, que emigraron a la Argentina cuando Antonio era un niño. Estudió desde los 6 años en la escuela primaria de la calle Deán Funes, entre Pavón y Garay y realizó estudios musicales con el maestro Mario Rossner en los altos de la confitería Santa Lucía en la esquina de las calles Montes de Oca y Martín García, del barrio de La Boca donde completó su ciclo primario de violín en 1912. De allí pasó a realizar estudios superiores en el conservatorio Thibaud-Piazzini donde se diplomó de concertista. Un amigo y condiscípulo del conservatorio fue Carlos Marcucci.

## Actividad profesional
Fue violinista profesional a los 11 años cuando reemplazó a Carlos Pessina  en la Orquesta Clásica del Cine Empire, ubicado en Avenida Corrientes y Maipú, y ganó un concurso que le permitió incorporrse a la Orquesta Clásica del Teatro Colón en la que llegó a ser violín concertino. Mientras trabajaba perfeccionó sus conocimientos musicales en el conservatorio Rossengger, en el que logró en diciembre de 1918 su título de profesor superior de violín.
A principio de la década de 1920 se fue, al igual que Carlos Marcucci, con Arturo Bernstein para incorporarse en la orquesta de Ángel Danesi. En 1923 se formó un cuarteto que desde el bandoneón dirigía Carlos Marcucci, con el pianista Alfonso Lacueva y José Di Clemente y Rodio en los violines, que dio recitales en Radio Sud América. Por esa época Rodio también trabajó con Osvaldo Fresedo y con Domingo Santa Cruz e integró con su violín un conjunto con el pianista Carlos Vicente Geroni Flores, los bandoneonistas César Ginzo y Roberto Dolard, el contrabajista Luis Bernstein, el violinista Alberto Mercy.
Pasó a continuación a integrar una agrupación en la que permaneció dos años, donde estaba con Carlos Marcucci y Alfonso Lacueva, además de Salvador Grupillo  (bandoneón), José Rosito (violín), y Olindo Sinibaldi (contrabajo) con el que inauguraron el cabaré Charleston en el barrio de La Boca.

## Con la orquesta de Pedro Maffia
En 1929 Pedro Maffia reorganizó su orquesta por la desvinculación de varios músicos de fuste y contrató a Lalo Scalise en el piano reemplazando a Osvaldo Pugliese, al bandoneonista Gabriel Clausi en lugar de Alfredo De Franco y a Rodio por Elvino Vardaro. La orquesta quedó conformada con los recién llegados más el bandoneonista y director Pedro Maffia, los violines de Emilio Puglisi y José Abbati, Nerón Ferrazzano en violonchelo y Francisco De Lorenzo en contrabajo y el 2 de enero de 1930 debutaron en la Glorieta Río de la Plata, de avenida San Martín y Gaona, ubicada frente a la plazoleta donde en 1935 se inauguró la estatua del Cid Campeador.
Entre marzo y mayo de 1929 grabó para el sello Odeón en dúo con el pianista Enrique Delfino los tangos Piedad, de Carlos Marcucci, Amor indio de Stodtard y Aquel tapado de armiño y Haragán, de Enrique Delfino, y el 19 de abril de 1930 acompañó con el pianista Rodolfo Biagi a Carlos Gardel en la grabación de varias obras, entre las cuales figuran Buenos Aires, Aromas de El Cairo, Viejo smoking y Aquellas farras y el foxtrot Yo nací para ti, tú serás para mí. 
Agustín Irusta, Lucio Demare y Roberto Fugazot en busca de mayor lucimiento para su trío incorporaron a Antonio Rodio y a Héctor María Artola. Cuando dejó a ese conjunto –ya en la década de 1930- Rodio junto a Enrique Delfino y al pianista Manuel Parada acompañaron a grandes cantantes del tango tales como Sofía Bozán, Ada Falcón, Agustín Magaldi  y Azucena Maizani, entre otros. Entre 1934 y 1936 Rodio acompañó a Libertad Lamarque junto al pianista Alfredo Malerba y el bandoneonista Daniel Héctor Álvarez que, al retirarse, fue suplido por Artola. En 1935 participó en un cuarteto organizado por Enrique Rodríguez, en el que actuaron músicos del nivel del pianista Lalo Scalise y el bandoneonista Gabriel Clausi, para acompañar a la actriz y cantante María Luisa Notar.
En 1936 Antonio Rodio formó con Héctor María Artola y Miguel Bonano en los bandoneones, Miguel Nijensohn en piano y la voz de Francisco Fiorentino el conjunto el conjunto Los Poetas del Tango, que actuó en Radio Belgrano. Luego de disolverse este conjunto, Rodio se integró a la orquesta de Eduardo Ferri hasta 1937, en que se unió en un nuevo conjunto con los bandoneonistas Enrique Rodríguez y Gabriel Clausi y el pianista Eduardo Ferri.
En 1939 Rodio aportó su violín a la orquesta que bajo la dirección de Argentino Galván había formado el cantante Roberto Maida, que se había desvinculado de la orquesta de Francisco Canaro, integrándola con Pedro Maffia y Gabriel Clausi (bandoneones), Tomás Cervo (violín),Lalo Scalise (piano), Francisco De Lorenzo (contrabajo). Ya en 1941 Rodio formó su propia orquesta, para la que convocó a Héctor Stamponi, Carlos Parodi, Antonio Ríos, Ernesto Rossi, Mario Demarco, Eduardo Rovira, Luis Bonnat, Tomás Cervo, Juan José Fantín, Máximo Mori, Jaime Gosis y los cantantes Alberto Serna y Mario Corrales (luego rebautizadoMario Pomar). Allí también colaboraba Antonio Rodríguez Lesende, debutaron en Radio Splendid, actuaron en el Café El Nacional, el café Germinal y en otros locales nocturnos de la calle Corrientes, ocupando durante los carnavales el octavo lugar entre las orquestas más solicitadas y mejor pagadas. Entre 1943 y 1944 grabaron dieciséis temas para el sello Odeón.
En mayo de 1945 se integró a la orquesta de Miguel Caló para una gira por países de América. Cuando de regreso pasaron por Chile, ya al año siguiente, Rodio permaneció un tiempo en ese país para luego regresary unirse a la orquesta de Francisco Rotundo. Volvió a Chile en 1949 integrando la orquesta de Gabriel Clausi, que actuó en el Casino de Viña del Mar y en Santiago, junto a Vicente Toppi, Astor Piazzolla, Héctor Montenegro, Antonio Rossi, Luis Piersantelli, Leopoldo Amoroso y Francisco De Lorenzo.
Cuando la orquesta de Clausi volvió Buenos Aires, Rodio se quedó en Viña del Mar, donde fijó su residencia definitiva. Formó un conjunto para música internacional con la que por varios años trabajó en el Casino Municipal de esta ciudad. Junto a Izidor Handler y Ernesto Zahr, fundó la Orquesta Sinfónica de Viña del Mar, integró la Orquesta de Cámara de la Universidad de Chile, de Valparaíso y Orquesta de Cámara de la Universidad Católica de Viña del Mar y fue primer violín de la Orquesta Estable del Festival de la Canción de Viña del Mar. También formó un conjunto típico que tuvo corta duración, para actuar en locales nocturnos.

## Los cantantes
Los vocalistas que trabajaron en conjuntos de Antonio Rodio fueron: Daniel Adorno, Alberto Amor, Mario Corrales, Francisco Fiorentino, Antonio Rodríguez Lesende, Alberto Serna y Carlos Varela.

## Labor como compositor
Algunas de las obras de su autoría fueron Amor amor, Amor brujo, Angustia, Corazón qué has hecho, Cosas olvidadas, Igual que Dios, Maldita, Sin rabia y sin pena, Yerba mala, Rosa celeste, Mirándote en los ojos, Y la perdí, Si yo te contara, Parece mentira, Sin amor y Yo no puedo comprender.

## Valoración
Fue muy buen músico, un exquisito compositor y un notable violinista, que estaba en el apogeo del gusto popular cuando decidió radicarse en Chile. A principios de 1980, ya se le había detectado un cáncer de garganta y el 1° de junio de 1980 falleció por una dolencia cardíaca en Viña del Mar, Chile.